# Puck (serie)
Puck (título original Puk) es una colección de libros publicados por los escritores daneses Knud Meister y Carlo Andersen a partir de 1952, bajo el seudónimo femenino de Lisbeth Werner. A la muerte de Carlo Andersen en 1970, Knud Meister no llegó a continuar la serie de "Puck" en solitario, manteniéndose sólo con "Jan", muy exitosa en los países nórdicos y orientada a un público juvenil masculino, por lo que la última obra publicada de Puck fue "Jeg elsker mysterier", en 1962. 
Estaba orientada principalmente al público juvenil femenino; esa fue la razón por la cual los autores crearon un seudónimo de mujer, puesto que era costumbre editorial de la época que los libros orientados a chicas jóvenes fueran escritos por mujeres, y los orientados a chicos jóvenes, por hombres. Si no era así, había que inventar un seudónimo que encajase en el género deseado.
Fue editada en danés y sueco por "Eiler Wangels Forlag", en francés por "Générale de Publicité" y en español por "Ediciones Toray" y por "RBA". En alemán fue editada con el nombre de "Tilly" antes de pasar a llamarse "Pitti" después del tercer volumen. [cita requerida]
No todos los títulos de la serie se publicaron en cada uno de los idiomas disponibles (salvo en danés, lengua que cuenta con los 42 títulos originales): en francés hay 21 libros, y en español 29.

## Números publicados en español
Las publicaciones originales en España son las que siguen. Los años de publicación en español corresponden con la primera edición de "Ediciones Toray" con ilustraciones de Rafael Cortiella:
1. Puck Colegiala (1969) - Puk flytter på kostskole (1952).
2. Puck triunfa (1969) - Puk slår sig løs (1953)
3. Puck detective (1970) - Puk vover pelsen (1953) y Puk pa nye eventyr (1953).
4. Puck en la nieve (1983) -  Puk i sneen (1953) y Puk ta'r chancen (1954).
5. Puck obra bien (1983) - Puk har fart på (1954) y Puk og leoparden (1954).
6. Puck en el cine (1976) - Puk har en nyhed (1954) y Puk som filmstjerne (1954).
7. Puck contra los ladrones -  Puks store oplevelse (1955) y Puk vinder igen (1955).
8. Puck tiene dificultades (1991) - Puk viser kloer (1955) y Stakkels Puk (1955).
9. Puck siempre Puck - Puck Det ordner Puk (1955) - Fint klaret, Puk (1955)
10. Puck se divierte (1982) - Puk har det sjovt (1956) y Puk laenge leve (1956).
11. Puck, dama de honor - Frisk mod Puk (1956) et Til lykke, Puk (1956).
12. Puck y el misterio de las 60 coronas - Puk Redningskorps (1957) y Puk får en mistanke (1957).
13. Puck tiene razón
14. Puck en pie de guerra (1988)
15. ¿De qué tienes miedo, Puck?
16. Puck y el tesoro (1986) - Puk i hojt humor (1958) ySkovtrolden Puk (1958).
17. Puck es invencible
18. Puck y su doble (1977)
19. Puck, en guardia
20. Puck y sus bromas
21. Puck es la más fuerte
22. Puck y el monstruo del lago - Kom frit frem, Puk! (1960) y Puck, Ih, hvor er det spaendende (1961).
23. Puck consigue un nuevo récord
24. Puck en 2x2=17 (1985)
25. Puck y el misterio de la maniquí
26. Puck y los contrabandistas (1972)
27. Puck y la fierecilla
28. Puck en el terror del instituto (1987) - Filmstjernens hævn (1964) y Pigeskolens skræk (1964).
29. ¡Adiós, Puck! (1988) - Stakkels prinsesse (1964) y Pigernes oprør (1964).

## Argumento
Durante los libros, la joven danesa Bente Winther (apodada Puck por sus amigas) desarrolla su vida adolescente en el Pensionado de Egeborg (cercano a la localidad de Oesterby y ribereño del lago Egeborg), y, más tarde, en el Instituto para señoritas Clara Moeller. Pasa cuatro años en el primero y casi tres en el segundo, haciendo que la serie abarque siete años de la vida de Puck (que se desarrolla en las décadas de los 50-60). Mientras tanto, se relaciona con sus compañeras y compañeros de estudios y afronta diversos desafíos, aventuras o misterios que forman el hilo conductor de cada tomo. 
Es habitual que los argumentos sean desencadenados por la llegada de nuevas alumnas al pensionado que resultan problemáticas (por su personalidad, su origen o sus prejuicios), pero que con la intervención de Puck, finalmente consiguen encajar en el grupo. Sin embargo, abundan las tramas, primarias y secundarias, motivadas por hechos externos a la idiosincrasia de los alumnos y a las propias instituciones educativas; estas tramas suelen aprovecharse para presentar verdaderos antagonistas, que no suelen aparecer más de una vez, ya que el estilo de la narración opta por no presentar rasgos maliciosos en los protagonistas o personajes recurrentes, sino en los antagonistas secundarios en exclusiva, que a menudo son criminales o personas deshonestas, que no se redimen y sirven de ejemplo moral. En esta intención aleccionadora y en la descripción idealizada de la vida rural danesa puede adivinarse la influencia de autores nacionales clásicos como Morten Korch, famoso en Dinamarca por sus novelas bucólicas ambientadas en el campo.
Como resultado, su temática se acerca al conjunto que es habitual ver en otras series juveniles más populares, como las colección de Los cinco de Enid Blyton.
Tanto el Pensionado como el Instituto, el lago Egeborg y el pueblo de Oesterby (así como Sundkoebing, otra localidad cercana al lago), son instituciones y localidades ficticias. 

## Personajes

### ElTrébol de Cuatro Hojas
El Trébol de cuatro Hojas es el nombre con el cual las principales protagonistas de la serie bautizan a su habitación en el pensionado de Egeborg. En el pensionado, y por tanto en los libros, el nombre de cada cuarto (otorgado por sus ocupantes) sirve a su vez para identificar a las habitantes del mismo como grupo. Las chicas del Trébol, con diferencia, serán los personajes de aparición más habitual.

#### Bente Winther,Puck
Una joven danesa que ingresa en el pensionado de Egeborg a regañadientes cuando su padre, ingeniero en una multinacional, decide dejarla en el pensionado en vez que llevarla con él a su nuevo destino laboral en Sudamérica. Esto motiva que durante el primer libro, Puck exhiba una actitud arisca y desafiante, alejándose de sus compañeros en frecuentes  huidas  al bosque. Esa costumbre la hace merecedora de su apodo, Puck, en recuerdo del espíritu del bosque que aparece en El sueño de una noche de verano, de William Shakespeare. 
Con el tiempo, aprende a apreciar las amistades que el pensionado le ofrece y, aparentemente, se opera un cambio radical en su personalidad. En realidad, lo que sucede es que se desvanecen la decepción y el rechazo hacia su padre, haciendo aflorar sus virtudes. Así, Puck se revela como una muchacha abierta, calmada y perceptiva, y, en el resto de los libros, cuando llega un alumno o alumna problemático, se dedica tenazmente a hacerla ver el lado bueno de su nuevo hogar, a limar asperezas con el resto de pensionistas, y a hacer sentirse parte del grupo a cada recién llegada. Puck hace gala, asimismo, de una considerable valentía (demostrada en múltiples ocasiones frente a peligros reales o situaciones difíciles de afrontar) y una inteligencia interpersonal considerable (demostrada con su habilidad para desentrañar las motivaciones y sentimientos de sus compañeros por encima de apariencias y actos). Por otra parte, también demuestra notables aptitudes atléticas, siendo especialmente hábil en natación y en hípica y destacando entre los alumnos y alumnas del pensionado.

#### Lise Sommer,Navío
De pelo rubio casi blanco, Navío (apodada así por el oficio de su padre, marino mercante) es la más dinámica e inquieta de las amigas. Su comportamiento suele ser impulsivo y emocional. Es una broma recurrente su desmedido gusto por el chocolate, así como lo es su afición a utilizar algunas frases hechas, como formidablemente palpitante (para referirse a lo emocionante de una situación). 
Cuando se plantean los conflictos con las alumnas recién llegadas, suele demostrar una actitud más irascible ante sus desplantes, llegando a enzarzarse físicamente con ellas en alguna ocasión. Sin embargo, rápida como es para el enfado, su buen fondo recupera el campo perdido con celeridad, y resulta ser una persona afectuosa y alegre durante la práctica totalidad del tiempo. Es probablemente la amiga de Puck que más aparece y más presencia tiene.

#### Inger
Descrita como alta y de cabello castaño, tiene la personalidad más seria de entre sus amigas. Es aplicada y extremadamente inteligente, razón por la cual suele ayudar a sus compañeras en los estudios. Cuando Puck prosigue su formación en el Instituto Clara Moeller es la única de las amigas que no la acompaña en ese estadio superior de enseñanza. Su padre es propietario de una fábrica de chocolate, lo que motiva que a menudo traiga como regalo a sus amigas tabletas, bombones y demás (llevando normalmente a demostraciones de entusiasmo por parte de Navío, a manera de broma recurrente).

#### Karen Jessen
Karen es una chica de pelo pelirrojo y abundantes pecas. Al principio se muestra desagradable y arisca con Puck, pero después de que esta la salve de morir aplastada, se hacen grandes amigas. Annelise Dreyer no comprende el cambio operado en ella y no la perdona, pero el resto sí
Su madre, Marianne Jessen, novelista, está divorciada, lo cual es para ella objeto de gran trastorno a su llegada al Pensionado; trastorno que no decrece por el hecho de que aquella, altanera y poco comunicativa, aprovecha la menor oportunidad para reñir y hacer de menos a su hija, que siente frustración ante la exigencia de su progenitora y sus escasas muestras de cariño. Puck actuará en su favor haciendo comprender a la señora que su hija necesita una figura materna más afectuosa y menos severa, plantando el inicio de la reconciliación entre ambas.

### Personajes jóvenes recurrentes
Los personajes recurrentes de la serie son, principalmente, el equipo docente del Pensionado o el Instituto, las familias de las alumnas, y los propios alumnos, tanto los veteranos como cada uno de los recién llegados, que suelen protagonizar al menos una aventura en la cual son convencidos por Puck de cambiar sus maneras y ver que la vida que tienen puede ser agradable si ponen de su parte. 

#### Annelise Dreyer
Hija de una familia rica que reside cerca del pensionado, inicialmente es una niña mimada hasta el extremo, caprichosa y egoísta, amén de charlatana. Llamativamente, se puede ver en ella quizás el único caso en el cual la influencia de Puck no consigue un triunfo total: gracias a esta, modera su comportamiento, sí, pero, a lo largo de la serie, Annelise sigue haciendo demostraciones usuales de egocentrismo, recurriendo a menudo a la posición desahogada de su familia para presumir de vestidos y posesiones, si bien redirige sus caprichos para beneficiar también a sus amigas, causando la exasperación de sus padres. En el caso de su locuacidad, esta queda como broma recurrente en la serie. 

#### Lilian Latour
Lilian es acróbata en una compañía de Circo. Como resultado, es tremendamente hábil en equitación, gimnasia, haciendo piruetas, y domina varios idiomas (alemán, francés, inglés, italiano y danés). Lamentablemente, al haber crecido, no puede continuar cumpliendo las funciones acrobáticas que tenía en la troupe, y sus padres la ingresan en el pensionado para que se forme. Se siente unida a Puck desde el primer momento al enterarse de que también ha sido abandonada en el Pensionado, pero Puck le hará ver las bondades del lugar y aparecerá a menudo en las aventuras de las amigas del Trébol. 

#### Merete Dahl
De complexión rubia y pecosa, es presentada como la hija de un científico de renombre. A su llegada al Pensionado, se muestra altiva y desdeñosa con sus compañeras. Es necesaria la acción de Puck y sus compañeras para reconducir sus tendencias y hacerla parte del Pensionado. Lilian, Karen y Merete eran reconocidas por Puck como los casos más difíciles de convencer de su etapa estudiantil. 

#### Sonja
Una joven de catorce años que viaja con el Circo Mascari, inserta en el Grupo de los Diablos Voladores; sin embargo, es profundamente desdichada, dado que fue raptada de pequeña por dos de los administradores del circo, Max y Willy, en el sur de Alemania, aprovechando la confusión y la pobreza que sucedió a la Segunda Guerra Mundial y no conoce a su familia, muerta en la contienda. Puck, tras una serie de peripecias, consigue rescatarla de las manos de sus carceleros y la lleva a Egeborg, donde es adoptada por los Moeller, una pareja amiga del padre de Puck, e ingresa en el Pensionado con gran ilusión. Su aparición sirve de motivo para lanzar, de manera muy escueta pero significativa, algunas reflexiones sobre la ausencia de culpa de las nuevas generaciones de la posguerra por las faltas de sus padres. 

#### Hugo Svendsen,Alborotoy Henrik Smith,Cavador
De nombres reales Hugo Svendsen y Henrik Smith, Alboroto y Cavador se ganan sus apodos siendo los alumnos más rebeldes y bromistas del pensionado. Son los personajes secundarios más usuales, por la buena relación que tienen con las integrantes del Trébol y por su actitud llamativa y activa. Siempre sin malas intenciones, siembran el caos a la menor ocasión, siendo conocidos por ello en el Pensionado. Alboroto, por otra parte, es un buen atleta y se destaca su habilidad en natación, disciplina donde suele competir con Puck en reñidas ocasiones. 

#### Rita Holst,Torbellino
Rita Holst viene de un hogar muy culto, pero sorprende a todo el mundo haciendo uso de una inesperada jerga barriobajera (Puck y la fierecilla). Acaba formando parte del grupo de amigas de Puck en su etapa de Instituto, siendo habitual en los últimos libros de la serie. 

#### Karina Bech
Una alumna que llega al Instituto Clara Moeller como resultado de que su padre consiguiese un trabajo en África, abriendo una sucursal de su empresa. Al llegar, sus bromas y trastadas la hicieron famosa en la institución (Puck en el terror del Instituto), pero la intervención de Puck ejerce la usual influencia benéfica sobre ella. También es asidua en los libros de la parte final de la historia.

### Personajes adultos recurrentes

#### Joergen Winther
El padre de Puck, da inicio a la historia al dejar a su hija hospedada en el pensionado de Egeborg. Es un ingeniero de prestigio que trabaja para la empresa Danaplan. Ha de viajar a Sudamérica al inicio de la historia y opta por dejar a su hija en Dinamarca. Vuelve a menudo, siendo sus llegadas objeto de gran expectación para su hija. En una de esas visitas, conocerá a una joven profesora recién llegada al Pensionado, Ellen (Holm). Viudo (la madre de Puck muere al ser está muy joven), el ingeniero Winther contrae segundas nupcias con ella, ante la inicial reticencia de Puck, que acaba aceptando la situación e incluso intriga con sus amigas para favorecer la relación en sus estadios medios.

#### Ellen (más tarde Ellen Winther)
Profesora en el Pensionado de Egeborg, al conocer al padre de Puck en el mismo tomo que la da a conocer en profundidad, se enamora de él y acaba por ser pedida en matrimonio (con cierta ayuda del Trébol de cuatro hojas).

#### Señores Dreyer
Considerablemente ricos, Herbert y su esposa tienen una mansión no lejos del pensionado, donde Puck suele ir a cabalgar con Annelise, aprovechando las cuadras disponibles. Los padres de Annelise aprecian en gran medida a Puck por haber atenuado la personalidad de su hija hasta un extremo menos escandaloso, y por ello le están muy agradecidos. Aparecen frecuentemente, dado que suelen ofrecer sus instalaciones en fiestas y bailes para los alumnos, por la buena relación que tienen con las autoridades del pensionado y también con Puck. 

#### Anders y Henny Moeller
Este veterinario y su mujer son prácticamente unos tíos para Puck. Amigos de su padre, llevan a menudo a Puck (y a veces a sus amigas) en un barco de su propiedad, el Arrow. Una de las aventuras, de hecho, transcurre por completo en unas vacaciones en el barco (la primera parte de Puck en pie de guerra). Además, cuidan de Plet, un cocker spaniel propiedad de Puck, que no puede tenerle en el Pensionado. Adoptan a Sonja en el libro Puck en pie de guerra.

#### Director Frank
Un hombre maduro que gestiona el pensionado por encargo de la Junta de padres. Cumple la función de figura de autoridad más cercana a las protagonistas, y por ello se le ve de una manera algo más lejana que al resto del claustro. Sin embargo, Puck y sus amigas acuden en diversas ocasiones a consultarle cuando los hechos revisten cierta gravedad o delicadeza (si bien en estas últimas ocasiones suelen recurrir a la vía más indirecta de su mujer).

#### Directora Frank
La esposa del director Frank, resulta ser muy a menudo un apoyo para Puck, y es a quien acude cuando un problema es demasiado sensible para ser tratado solo por las amigas del Trébol, buscando su mediación para hacer llegar sus preocupaciones al director. Es aficionada a la jardinería y esto sirve de nexo inicial entre ella y la protagonista. ES de las pocas personas en el Pensionado que se dirigen a Puck por su nombre real, Bente Winther. Es consciente de sus buenas cualidades más que nadie del grupo docente, y por eso, en un par de ocasiones, recurre deliberadamente a pedir ayuda a Puck con nuevas alumnas, rogándole incluso que acojan temporalmente en el Trébol de cuatro hojas a alguna alumna díscola con la intención de exponerla a una buena influencia.

#### Señor Stranvold
El profesor de gimnasia en el Pensionado. Suele aparecer cada vez que se hacen actividades deportivas, que es un evento recurrente, dadas las habilidades de Puck, que quedan claras en estas. 

#### Benedikte Holm
Joven profesora de literatura en el pensionado de Egeborg, donde es especialmente querida y admirada por alumnos y alumnas. Se ve envuelta en una relación romántica con Erling Holst, padre de Torbellino.

#### Erling Holst
Padre de torbellino, es un doctor en literatura que disfruta de una posición económica ventajosa. Por este motivo, en un momento de estrecheces económicas del Pensionado, Puck y sus amigas tratan de interesarle en los asuntos de la institución

### Otros personajes relevantes

#### Ole Bang
Aunque de aparición no recurrente (se limita a un libro), el personaje de Ole merece mención aparte no solo por ser el primer (y único) interés amoroso de Puck en toda la serie, sino porque su aparición acaba provocando el final de la serie. Hijo del director de Danaplan, la empresa para la que trabaja el padre de Puck, se le encarga marchar a trabajar a Nueva Delhi, no sin antes pasar por Copenhague y pasar unos días con los Winther. 
Ole acabará prometiéndose con la protagonista en el tomo ¡Adiós, Puck!, que termina la serie, al partir la protagonista de viaje a la India junto a su nuevo marido, despidiéndose de sus amigas y del Instituto (pues no continúa con sus estudios, aun faltándole sólo seis meses de los tres años del Instituto) y finalizando así las aventuras de la joven danesa.